# Pasek narzędzi

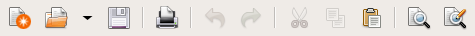
Pasek narzędzi z gedit na Ubuntu

Pasek narzędzi, pasek narzędziowy – element okna w interfejsie graficznym. W jednym oknie może być kilka różnych pasków narzędzi.
Pasek narzędzi jest bardziej tradycyjnym niż standardowym elementem aplikacji interfejsu graficznego, choć jest jednym z najmłodszych. Najczęściej składa się z przycisków narzędzi, zawierających jedynie małe bitmapy z odpowiednimi obrazkami i przedstawiających zwykle operację do wykonania, oraz separatorów (podobnie jak w menu rozwijalnym).